# Siebenrockiella crassicollis
La tartaruga delle paludi nera (Siebenrockiella crassicollis Gray, 1830) è una specie di tartaruga della famiglia dei Geoemididi.

## Descrizione
Carapace nero seghettato sul bordo posteriore. In genere la sua lunghezza è circa di 170 mm anche se alcuni individui possono essere lunghi il doppio. Il piastrone può essere di un colore uniforme nero o marrone, oppure bruno-giallastro con macchie scure. La testa è nera o grigia scura con una macchia biancastra dietro ogni occhio. Caratteristica è la linea della mascella incurvata verso l'alto da cui deriva il nome di «tartaruga sorridente». Principalmente carnivora, si nutre di vermi, lumache, gamberi e anfibi, e di tanto in tanto, si può anche nutrire di piante cadute in acqua. La maggior parte di questo cibo viene catturato e mangiato sott'acqua, ma durante la notte la tartaruga può avventurarsi sul terreno per nutrirsi o per accoppiarsi. La nidificazione, almeno in Malesia, si estende da aprile a giugno, le femmine possono deporre tre o quattro covate, ognuna composta da una o due uova. Le uova sono incubate per 68-84 giorni. A differenza della maggior parte delle tartarughe, il sesso dei neonati non è determinato dalla temperatura durante l'incubazione, ma è determinato geneticamente.

## Distribuzione e habitat
Distribuita nel Sud-est asiatico, in Cambogia, Indonesia (Giava, Kalimantan, Sumatra), Laos, Malaysia (est, ovest), Myanmar, Singapore, Thailandia e Vietnam. È una specie in prevalenza acquatica che vive in torrenti, fiumi, stagni, laghi e, come suggerisce il nome, paludi. Predilige le zone con correnti lente, fondi morbidi e abbondante vegetazione.

## Conservazione
Considerata in pericolo in Cambogia e Vietnam soprattutto a causa dello sfruttamento diretto, vulnerabile in Indonesia, Malesia e Thailandia sia per lo sfruttamento che per la conversione e la perdita di habitat. I dati ufficiali indicano che 135.000 animali sono stati esportati dalla Malesia, nei primi 10 mesi del 1999. Le minacce per questa specie sono la cattura per il commercio locale e internazionale e la cattura a scopi alimentari. Alcune popolazioni di tartarughe sono state pesantemente sfruttate in Vietnam dal 1989, anche all'interno di aree cosiddette protette. Ad aggravare l'impatto dello sfruttamento è la minaccia quasi onnipresente della perdita e del degrado dell'habitat. Anche la pesca può avere un impatto, sia per la riduzione della disponibilità di cibo per questa specie carnivora, che per l'uso di dispositivi elettrici di pesca.